# Gadog (Pacet)
Gadog is een bestuurslaag in het regentschap Cianjur van de provincie West-Java, Indonesië. Gadog telt 10.731 inwoners (volkstelling 2010).